# Св. св. Петър и Павел (Бер)
Вижте пояснителната страница за други значения на Свети апостоли Петър и Павел.
„Св. св. Апостоли Петър и Павел“ (на гръцки: Αποστόλων Πέτρου και Παύλου) е православна църква в южномакедонския град Бер (Верия), Егейска Македония, Гърция, катедрален храм на Берската, Негушка и Камбанийска епархия на Вселенската патриаршия.

## История
Датата на издигане на храма е все още неясна. Според някои това е XV век, когато Старата митрополия е превърната в джамия. В 1728 година храмът е значително обновен от митрополит Йоаким Берски и той е превърнат в трикорабна базилика. Тогава са изработени и иконостасът и владишкият трон на храма. На западната стена са запазени останки от стенописи от този период.